# サタニック・マジェスティーズ
『サタニック・マジェスティーズ』(Their Satanic Majesties Request)は、1967年にリリースされたローリング・ストーンズのオリジナル・アルバム。グループ初のセルフ・プロデュース作品である。レコーディング・エンジニアはグリン・ジョンズ。

## 解説
前々作『アフターマス』、前作『ビトウィーン・ザ・バトンズ』から続いてきた実験的な作風の極地とも言えるアルバム。ストーンズの作品中、最もサイケデリックな仕上がりとなった。ミック・ジャガーは、本作の作風にドラッグ使用が相当な影響を及ぼしたことを認めている。その内容やアルバム・ジャケットのデザインから、同年に発表されたビートルズの『サージェント・ペパーズ・ロンリー・ハーツ・クラブ・バンド』の模倣とも評された。本作はストーンズのオリジナル・アルバムで初めて収録曲が全世界で統一されたものとなった。ストーンズの初代マネージャーで、それまでのグループの全作品をプロデュースしてきたアンドリュー・ルーグ・オールダムは、本作の制作中に録音、リリースされたシングル『この世界に愛を』を最後に、1967年9月を以って、彼らとの関係に終止符を打った。また、ビル・ワイマンの自作曲（「イン・アナザー・ランド」）が初めて採用されている。本作のタイトルは、イギリス人用のパスポートに記載されている女王陛下からのメッセージ「Her Britanic Majesty...Requests and Requires...」をパロディにしたものである。
イギリスでは本作から一枚もシングルを切らなかったが、アメリカおよび数カ国で「イン・アナザー・ランド／ランターン」と「シーズ・ア・レインボー／2000光年のかなたに」がシングルカットされている。ステージでの再現が難しい曲が多く、収録曲のほとんどがコンサートで披露された事がないが、「2000光年のかなたに」が1989年の「スティール・ホイールズ・ツアー」で初披露された。キース・リチャーズ自身は「シーズ・ア・レインボー」、「2000光年のかなたに」、「シタダル」の3曲が好きだが、アルバムはくだらない負の荷物だと評している。また「シーズ・ア・レインボー」が1997年の「ブリッジズ・トゥ・バビロン・ツアー」で披露されている。

## 経緯
レコーディングは前作『ビトウィーン・ザ・バトンズ』のリリースから間もない1967年2月9日から、ロンドン、オリンピック・スタジオにて開始された。だがそれからすぐの2月12日、ミック・ジャガーとキース・リチャーズが警察の手入れを受け、大麻所持の容疑で立件された。3月下旬からのヨーロッパ・ツアーはつつがなく行われたが、5月10日には今度はブライアン・ジョーンズが同じく大麻所持の現行犯で逮捕された（翌日には保釈金を収め、保釈されている）。
6月末に下された判決は、ジャガーが3ヶ月の、リチャーズが1年の禁固刑であった。彼等は即日上訴し、7月31日の判決で、ジャガーが12ヶ月の条件付で釈放、リチャーズは無罪となり、収監は免れた。裁判のために中断されていたレコーディングは8月になってから再開され、9月7日を以って終了した。ジョーンズは12月に1000ポンドの罰金と3年間の保護観察処分となった。
当時のグループの様子について、ワイマンは「ストーンズは精神的にも肉体的にも完全に分裂状態にあった」と自著に綴っており、相当苦難に満ちた状況で合ったことが窺える。そんな彼らの救援名目で、ザ・フーがストーンズの「ラスト・タイム/アンダー・マイ・サム」をレコーディングし、シングルカットしたこともあった。ジョーンズはこれに加えて、この年の3月に、自らの暴力が原因で恋人のアニタ・パレンバーグをリチャーズに奪われるという出来事もあり、このショックが癒えないうちの逮捕に完全に打ちのめされ、さらに投獄されるかもしれないという恐怖感にもかられ、ひどい鬱状態にあったという。当時、ジョーンズがストーンズを離れ、後釜にジミー・ペイジが入るという噂まで立てられたほどである。このため、一説にはジョーンズは本作にほとんど関わらなかったと語られ、ワイマンも「ブライアンは休んでばかりだった」と振り返っているが、実際のところジョーンズは全曲に参加しており、メロトロンやシタール、さらに全管楽器を一手に引き受け、本作のサウンド面に大きく貢献している。

## アートワーク
ジャケットのデザインも、サウンド同様にサイケデリックなものとなっている。オリジナル盤のジャケットには3D写真（レンチキュラー）が用いられ、見る角度によって絵柄が動くようになっていた。撮影はマイケル・クーパーで、日本製の高価な3Dポラロイドカメラが使用された。表ジャケットの中にビートルズのメンバーの顔が紛れ込んでいる。これはビートルズのアルバム『サージェント・ペパーズ・ロンリー・ハーツ・クラブ・バンド』のジャケットにおいて、シャーリー・テンプルの蝋人形が着ていたセータに書かれている「WELCOME TO ROLLING STONES」に対する返答だと推測される。
背景のセットはストーンズのメンバーも加わり、3日かけて組み上げた。また、ジャガーは、このジャケットの撮影中も麻薬をやっていた事を後に打ち明けている。見開きジャケットの左側にある迷路は、ジョーンズの考案である。迷路のゴール地点が表ジャケットの背景にある砦に繋がっている、という趣向である。
3Dジャケットは、リイシュー版では廃され固定写真となっているが、2010年に日本版のSHM-CDで、この3Dジャケットが再現された。

## 評価
前作と同じく全英3位、全米2位にまで上昇し、アメリカではリリースもされないうちにゴールド・アルバムを獲得したが、売り上げはすぐに減少した。リリース当初の評価は惨憺たるもので、レコード・ミラー誌のように「これはストーンズの出したレコードの中では飛びぬけたベストアルバムだ」と絶賛したのはごくわずかだった。ほとんどの批評家は本作を「悲劇的な失敗作」と断じ、ビートルズの『サージェント・ペパーズ』の猿真似とこき下ろした。当のビートルズのメンバーであるジョン・レノンもまた、本作を嫌った。アメリカのロック批評家のジョン・ランドウは、「ストーンズは新しいもの＝進歩したものと取り違える、よくあるジレンマの罠にかかった…彼等の音楽が成長を続けるには、本作以上に満足できる方法で解決しなくてはならないほど、深刻な危機である」と手厳しく評した。ワイマンはこれに同意している。
ストーンズ自身の本作への自己評価も低く、ジョーンズは当時、このアルバムをストーンズのブルージーな方向性とはかけ離れていると猛反対し、リチャーズも「クソの塊」とけなしている。ジャガーはリリース当時、「俺達は売れ筋の音楽を書いてるんじゃない、書きたいものを書いてるんだ。グループ内で大混乱があっても何かを作り出せた、これは奇跡だ」と自己弁護したが、1995年のインタビューでは「曲を体験するというより、音を体験するアルバムだ」とし、本作を「一つの段階、つかの間の幻想」と表現している。だが1974年には「またこういうのをやってもいい」と肯定的な意見を述べていた。

## リイシュー
2002年8月にイギリス、アメリカ両ヴァージョンがアブコ・レコードよりリマスターされた上で、SACDとのハイブリッドCDとしてデジパック仕様で再発された。2016年、デッカ・レコード時代のオリジナル・アルバムのモノラル版を復刻したボックス・セット『ザ・ローリング・ストーンズ MONO BOX』で、モノラル版が初めてCD化された。
発売からちょうど50年となる2017年、「50周年記念スペシャル・エディション」がユニバーサルミュージックよりリリースされた。ボブ・ラドウィックによる最新リマスターで、ステレオ、モノラルの両バージョンをLPとハイブリッドSACDそれぞれ2枚組で収録。パッケージもオリジナルのレンチキュラージャケットを再現し、さらに20ページのオールカラーブックレットが付属されている。

## 収録曲
特記なき限り、ジャガー/リチャーズ作詞・作曲。
| #         | タイトル                                                         | 作詞  | 作曲・編曲 | 時間 |
| --------- | ---------------------------------------------------------------- | ----- | ---------- | ---- |
| 1.        | 「魔王讃歌 - Sing This All Together」                            |       |            | 3:46 |
| 2.        | 「魔王のお城 - Citadel」                                         |       |            | 2:50 |
| 3.        | 「イン・アナザー・ランド - In Another Land」(ビル・ワイマン)     |       |            | 3:15 |
| 4.        | 「2000マン - 2000 Man」                                          |       |            | 3:07 |
| 5.        | 「魔王讃歌（二部） - Sing This All Together (See What Happens)」 |       |            | 8:33 |
| 合計時間: | 合計時間:                                                        | 21:31 |            |      |

| #         | タイトル                                            | 作詞  | 作曲・編曲 | 時間 |
| --------- | --------------------------------------------------- | ----- | ---------- | ---- |
| 6.        | 「シーズ・ア・レインボー - She's a Rainbow」        |       |            | 4:35 |
| 7.        | 「ランターン - The Lantern」                        |       |            | 4:24 |
| 8.        | 「ゴンパー - Gomper」                               |       |            | 5:08 |
| 9.        | 「2000光年のかなたに - 2000 Light Years From Home」 |       |            | 4:45 |
| 10.       | 「オン・ウィズ・ザ・ショウ - On With the Show」     |       |            | 3:40 |
| 合計時間: | 合計時間:                                           | 22:32 |            |      |

## パーソナル
出典：
ローリング・ストーンズ
- ミック・ジャガー - リード・ボーカル（#3を除く全曲）、バッキング・ボーカル（#1,3-9）、パーカッション（#1,5,8）、マラカス（#2,9,10）、グロッケンシュピール（#2）、タンバリン（#6）
- キース・リチャーズ - エレクトリック・ギター（#1,2,4,5,7-10）、アコースティック・ギター（#3,6,7）、バッキング・ボーカル（#1,3-9）、ベースギター（#9）
- ブライアン・ジョーンズ - メロトロン（#1-3,5-10）、フルート（#2,5）、パーカッション（#1,5）、サクソフォーン（#1）、効果音（#3）、アコースティック・ギター（#4）、ヴィブラフォン（#5）、口琴（#5）、ブラス（#5）、オルガン（#7）、エレクトリックダルシマー（#8）、リコーダー（#2,8,9）、ハープ（#10）
- ビル・ワイマン - ベースギター（#1-8,10）、パーカッション（#1,5）、リード・ボーカル（#3）、ピアノ（#3）、オルガン（#5）、メロトロン（#5）、オシレーター（#9）
- チャーリー・ワッツ - ドラムス（#2-7,9,10）、タンバリン（#5,10）、パーカッション（#1,5,6）、コンガ（#5）、タブラ（#8）、クラベス（#10）

参加ミュージシャン
- ニッキー・ホプキンス - ピアノ（#1,5-7,9,10）、オルガン（#4,8）、ハープシコード（#2,3）
- ジョン・ポール・ジョーンズ - ストリングス編曲（#6）
- ロニー・レイン - バッキングボーカル（#3）
- スティーブ・マリオット - バッキングボーカル（#3）
- エディ・クレイマー - クラベス（#9）

## チャート成績
| Chart (1967-68)    | Position |
| ------------------ | -------- |
| ドイツ             | 4        |
| オランダ           | 84       |
| ベルギー           | 137      |
| ノルウェー         | 2        |
| ポルトガル         | 46       |
| UKアルバムチャート | 3        |
| USビルボード200    | 2        |

| 国                    | 認定     |
| --------------------- | -------- |
| イギリス (BPI)        | シルバー |
| アメリカ合衆国（RIAA) | ゴールド |